# Сан-Педро-де-Ураба
Сан-Педро-де-Ураба (исп. San Pedro de Urabá) — город и муниципалитет на северо-западе Колумбии, на территории департамента Антьокия. Входит в состав субрегиона Ураба.

## История
Поселение из которого позднее вырос город было основано в 1948 году. Муниципалитет Сан-Педро-де-Ураба был выделен в отдельную административную единицу в 1978 году.

## Географическое положение

Муниципалитет Сан-Педро-де-Ураба

Город расположен в северо-западной части департамента, в предгорьях хребта Серрания-де-Лас-Паломас, на расстоянии приблизительно 236 километров к северо-северо-западу (NNW) от Медельина, административного центра департамента. Абсолютная высота — 206 метров над уровнем моря.

Муниципалитет Сан-Педро-де-Ураба граничит на северо-западе с муниципалитетом Арболетес, на западе — с муниципалитетом Турбо, на юге, востоке и северо-востоке — с территорией департамента Кордова. Площадь муниципалитета составляет 476 км².

## Население
По данным Национального административного департамента статистики Колумбии, совокупная численность населения города и муниципалитета в 2013 году составляла 30 785 человек.
Динамика численности населения муниципалитета по годам:
| 2005   | 2006   | 2007   | 2008   | 2009   | 2010   | 2011   | 2012   | 2013   |
| ------ | ------ | ------ | ------ | ------ | ------ | ------ | ------ | ------ |
| 28 772 | 29 032 | 29 287 | 29 544 | 29 784 | 30 029 | 30 284 | 30 536 | 30 785 |

Согласно данным переписи 2005 года мужчины составляли 51,2 % от населения Сан-Педро-де-Урабы, женщины — соответственно 48,8 %. В расовом отношении белые и метисы составляли 92,1 % от населения города; негры, мулаты и райсальцы — 6,8 %; индейцы — 1,1 %.
Уровень грамотности среди всего населения составлял 79,7 %.

## Экономика
Основу экономики Сан-Педро-де-Урабы составляют сельскохозяйственное производство и рыболовство. На территории муниципалитета выращивают кукурузу, бананы, папайю, рис и другие культуры. Развито животноводство.

69,6 % от общего числа городских и муниципальных предприятий составляют предприятия торговой сферы, 25,9 % — предприятия сферы обслуживания, 4 % — промышленные предприятия, 0,5 % — предприятия иных отраслей экономики.